# Meine verrückte türkische Hochzeit
Meine verrückte türkische Hochzeit ist ein Spielfilm aus dem Jahr 2006. Die Komödie, die laut einer ihrer Auszeichnungen der „Beste deutsche Fernsehfilm des Jahres 2006“ war, spielt in Berlin.

## Handlung
Götz, der Besitzer eines Kreuzberger Plattenladens, verliebt sich in Aylin, die allerdings bereits dem türkischen Arzt Tarkan versprochen ist. Götz und Aylin lieben sich und wollen heiraten. Ihre Pläne stoßen zunächst weder bei den türkischen Schwiegereltern in spe noch bei der baldigen Schwiegermutter Helena auf Gegenliebe. Götz konvertiert zum Islam und bemüht sich, ein richtiger Türke zu werden, um Aylin schließlich heiraten zu können. Nach zahlreichen Verwicklungen und Problemen, kleinen Krisen und unerwarteten Wendungen finden beide schließlich zueinander und können heiraten.

## Hintergrund
Der Film entstand als Eigenproduktion von ProSieben („made by ProSieben“, „ProSieben Premiere“) und wird dort als TV Movie und Romantic Comedy beworben. Der Film wurde am 30. März 2006 zum ersten Mal mit einer Gesamtzuschaueranzahl von 2,61 Millionen und einem Marktanteil von 11,4 Prozent in der werberelevanten Zielgruppe auf ProSieben ausgestrahlt.
Aylins Vater Süleyman wird gespielt von Hilmi Sözer, dem wohl bekanntesten türkischstämmigen Filmkomiker
des deutschen Kinos, seit er 1994 in Ralf Huettners Komödie Voll normaaal Tom Gerhardts Kumpel Mario spielte. 
Der Film ist teilweise durch den amerikanisch-kanadischen Kinofilm My Big Fat Greek Wedding – Hochzeit auf griechisch aus dem Jahr 2002 inspiriert, Parallelen sind unübersehbar.

## Kritiken
„Solide inszenierte romantische (Fernseh-)Komödie nach gängigen Mustern.“

## Auszeichnungen
Der Film wurde 2006 nominiert für den Deutschen Fernsehpreis als Bester Fernsehfilm, für Bestes Buch und Beste Kamera. Georg Söring erhielt den Preis für Besten Schnitt.
Beim Fernsehfilm-Festival Baden-Baden 2006 erhielt Meine verrückte türkische Hochzeit sowohl den Hauptpreis der Deutschen Akademie der Darstellenden Künste (als erste Produktion eines privaten Fernsehsenders) als auch den 3sat-Zuschauerpreis und konnte sich gegen so vielbeachtete Filme wie Wut durchsetzen.
2007 wurde der Film im Bereich Fiktion mit dem Grimme-Preis ausgezeichnet. Daniel Speck erhielt für das Drehbuch den Bayerischen Fernsehpreis 2007.